# Personer i Sverige födda i Kuwait
Till personer i Sverige med ursprung i Kuwait räknas personer som är folkbokförda i Sverige och som har sitt ursprung i Kuwait. Enligt Statistiska centralbyrån fanns det 2017 i Sverige sammanlagt cirka 3 300 personer födda i Kuwait.

## Historisk utveckling

### Födda i Kuwait
| Personer i Sverige födda i Kuwait 1980–2024                                                             | Personer i Sverige födda i Kuwait 1980–2024 | Personer i Sverige födda i Kuwait 1980–2024 | Personer i Sverige födda i Kuwait 1980–2024 | Personer i Sverige födda i Kuwait 1980–2024 |
| --- | ------------------------------------------- | ------------------------------------------- | ------------------------------------------- | ------------------------------------------- |
| |                                             |                                             |                                             |                                             |
| År |                                             |                                             | Folkmängd                                   |                                             |
| 1980 | 1980                                        |                                             | 17                                          |                                             |
| 1990 | 1990                                        |                                             | 49                                          |                                             |
| 2000 | 2000                                        |                                             | 809                                         |                                             |
| 2001 | 2001                                        |                                             | 854                                         |                                             |
| 2002 | 2002                                        |                                             | 885                                         |                                             |
| 2003 | 2003                                        |                                             | 971                                         |                                             |
| 2004 | 2004                                        |                                             | 994                                         |                                             |
| 2005 | 2005                                        |                                             | 1 039                                       |                                             |
| 2006 | 2006                                        |                                             | 1 145                                       |                                             |
| 2007 | 2007                                        |                                             | 1 244                                       |                                             |
| 2008 | 2008                                        |                                             | 1 299                                       |                                             |
| 2009 | 2009                                        |                                             | 1 396                                       |                                             |
| 2010 | 2010                                        |                                             | 1 459                                       |                                             |
| 2011 | 2011                                        |                                             | 1 558                                       |                                             |
| 2012 | 2012                                        |                                             | 1 669                                       |                                             |
| 2013 | 2013                                        |                                             | 1 824                                       |                                             |
| 2014 | 2014                                        |                                             | 2 071                                       |                                             |
| 2015 | 2015                                        |                                             | 2 268                                       |                                             |
| 2016 | 2016                                        |                                             | 2 729                                       |                                             |
| 2017 | 2017                                        |                                             | 3 314                                       |                                             |
| 2018 | 2018                                        |                                             | 3 529                                       |                                             |
| 2019 | 2019                                        |                                             | 3 699                                       |                                             |
| 2020 | 2020                                        |                                             | 3 736                                       |                                             |
| 2021 | 2021                                        |                                             | 3 792                                       |                                             |
| 2022 | 2022                                        |                                             | 3 794                                       |                                             |
| 2023 | 2023                                        |                                             | 3 756                                       |                                             |
| 2024 | 2024                                        |                                             | 3 627                                       |                                             |
| Anm.: Befolkning den 31 december respektive år förutom år 1980 som avser förhållandet den 15 september. |                                             |                                             |                                             |                                             |